# اینستنت
اینستنت (به انگلیسی: Instant) یک برنامه تلفن همراه داشتن آمار خود برای آی او اس و اندروید است. این برنامه قابلیت نشان دادن سفرها، مکانها، تناسب اندام و خواب را به‌طور خودکار دارا است. این برنامه همه اطلاعات را در یک داشبورد قرار می‌دهد و کاربر را بر اساس داده‌ها تحلیل می‌کند.

## ویژگی‌ها
اینستنت به صورت خودکار استفاده از تلفن همراه، تناسب اندام، سفر، خواب و مکان‌ها را ضبط و نشان می‌دهد و این اطلاعات را به صورت روزانه و هفتگی طبقه‌بندی می‌کند و کاربر را بر اساس این اطلاعات تحلیل می‌کند. تمام داده‌ها در گوشی هوشمند کاربران ذخیره می‌شود. این برنامه برای کسانی که آمار روزانهٔ خودشان مهم است بیشتر کاربرد دارد.
اینستنت می‌تواند با برنامه‌های گوگل فیت و اپل هلث همگام سازی شود.
اینستنت همچنین می‌تواند به اپل واچ و اندروید ویر نیز متصل شود.

## ردیابی فعالیت‌ها
- مدت زمان استفاده از تلفن همراه
- مدت زمان استفاده از نرم‌افزار (اندروید)[۲]
- خواب
- زمان صرف شده در مکان‌ها
- تناسب اندام
- مدت زمان سفر